# Les Tribulations de Louison Cresson
Les Tribulations de Louison Cresson est une série de bande dessinée créée en 1988 par Léo Beker dans le no 2634 du journal Spirou.

## Univers

### Synopsis
Louison est un petit garçon des années 1950. Lui et son entourage collectionnent les particularités : il comprend toutes les langues (sans les parler), son cousin vigneron héberge tout un chapitre de moines fantômes sur son domaine, il a pour ami un savant japonais de génie (qui collectionne les plaques d'égout), et il semble attirer les bizarreries - objets extraterrestres, ordinateurs fous, secrets de la guerre froide, etc.

### Personnages
- Louison Cresson : petit garçon aux cheveux tondus ras, en casquette, veste et culottes courtes, il habite avec sa mère (qu'on ne voit jamais) et sa grande sœur dans un immeuble ultramoderne pour l'époque. Fan de course cycliste, premier adepte du rock 'n' roll en France, hyperpolyglotte instinctif.
- Professeur Masatoshi Ono : Japonais, métallurgiste de génie, karatéka, plus grand hyponomopomatophile au monde. Il a pour chauffeur un Noir gigantesque et taciturne. Son animal de compagnie est une chèvre.
- Gaspard Cresson : cousin de Louison, vigneron, propriétaire du domaine de Pied-L'Abbé où Louison passe ses vacances.
- Frère Vincent, Frère José, Frère Mathias, le père Abbé (et d'autres encore) : moines fantômes, qui trompent l'ennui en buvant le vin de Gaspard. Louison leur apprend le football et le rock 'n 'roll.
- Laurent Douille : voisin indiscret de Gaspard, sa curiosité et son emportement lui apportent bien des mésaventures.

## Sources d'inspiration
Léo Beker a déclaré dans une interview s'inspirer des « grands humoristes comme Mark Twain, les frères Marx, Fernand Raynaud, et des artistes tout court comme Jacques Tati, Robert Doisneau, Marcel Pagnol. Et du point de vue graphique Carl Larsson le grand peintre suédois et Yves Chaland. »

## Rééditions
En 2021, Léo Beker se lance dans l'édition en fondant les Éditions Léo Beker et entreprend la réédition de sa série avec un financement participatif, en prévoyant la sortie d'un tome 6 inédit. Chaque réédition est rafraichie, corrigée et augmentée de pages bonus supplémentaires.